# آخر شاهنامه
آخر شاهنامه عنوان کتاب شعری از شاعر نامدار، مهدی اخوان ثالث می‌باشد. این کتاب سومین مجموعه شعر چاپ شده از سوی اخوان ثالث است، کتاب آخر شاهنامه در سال ۱۳۳۸ منتشر شد.
این کتاب هم از نظر ترتیب تاریخی، هم از لحاظ محتوی و تشخص زبان و هم به اعتبار محتوا و تبلور اندیشه، در مرز و حد میان کتاب‌های زمستان و از این اوستا است.آخر شاهنامه کتابی تک جلدی‌ست.